# 도요하마촌 (시즈오카현)
도요하마촌(豊浜村)은 시즈오카현의 서부,  야마나군, 이와타군에 속해있던 촌이다. 이와타시 남동부 오타강 하구 왼쪽 기슭에 위치하며 엔슈나다에 접해 있다.

## 역사
- 1889년 4월 1일 - 정촌제 시행에 의해 야마나군 도요하마촌이 성립하였다.
- 1896년 4월 1일 - 군 개편 의해 이와타군에 속하게 되었다.
- 1955년 3월 31일 - 후쿠다촌과 합병해, 새로운 후쿠데정이 성립하여 ,동일 도요하마촌은 폐지되었다.

## 교통

### 도로
- 국도 제150호선

## 참고 문헌
- 『가도카와 일본 지명 대사전 22 静岡県』。